# Albericus darlingtoni
Albericus darlingtoni е вид земноводно от семейство Microhylidae. Видът е незастрашен от изчезване.

## Разпространение
Разпространен е в Папуа Нова Гвинея.